# 雲水峰大橋
雲水峰大橋（うつみねおおはし）は、福島県須賀川市にある道路橋である。

## 概要
- 全長：63.6m
- 竣工：1964年[1]

須賀川市東部にて一級水系阿武隈川を渡り、一級市道22号和田道塩田線を通す2径間の桁橋である。起点側である西詰は須賀川市浜尾字瀬合に、東詰は下小山田字螺河岸に位置する。現在の橋梁は1964年に架設されたものであり、水色に塗装された欄干と赤色に塗装された橋桁が特徴である。橋上は上下対向2車線で供用されているが路側帯やセンターライン等が無い。東詰には南側へ向かう堤防上の市道との丁字路がある。2019年に発生した令和元年東日本台風により、橋梁付近の堤防高不足による阿武隈川の越水被害の発生を受け、国土交通省の事業として現在の橋梁より60m上流側（南側）への架け替えが行われており、2027年度中の竣工を目指している。新橋の全長は148mであり、現在の橋梁と比べ幅員が2m増え、歩道も設置される予定である。

## 沿革
- 1964年 - 現在の雲水峰大橋が架設される。
- 2019年10月13日 - 令和元年東日本台風に伴う大雨により当橋梁付近で越水が発生し、周辺に甚大な浸水被害が及ぶ。
- 2029年度 - 河川改修工事に伴う架け替えにより新橋が供用開始予定。

## 周辺
- 雲水峰樋管

## 隣の橋
- 阿武隈川

（上流） - 大仏大橋 - 小作田橋 - 雲水峰大橋 - 江持橋 - 下江持橋 - （下流）